# (5541) Seimei
(5541) Seimei (1976 UH16) – planetoida z pasa głównego asteroid okrążająca Słońce w ciągu 5,66 lat w średniej odległości 3,18 j.a. Odkryta 22 października 1976 roku.